# Jean Schaub
Jean Schaub, né le 18 janvier 1927 à Sarreinsming et mort le 22 mars 2000 à Strasbourg, est un archéologue français. Son nom est surtout lié au site archéologique de Bliesbruck dont il a tôt perçu l'intérêt et qu'il a contribué à sauver. Il a œuvré à la création du Parc archéologique européen de Bliesbruck-Reinheim, parc à la fois situé dans l'actuelle Région Grand Est et dans la Sarre.